# Dystrykt Isoka
Dystrykt Isoka – dystrykt w północno-wschodniej Zambii w Prowincji Północnej. W 2000 roku liczył 99 319 mieszkańców (z czego 49,77% stanowili mężczyźni) i obejmował 19 223 gospodarstw domowych. Siedzibą administracyjną dystryktu jest Isoka.